# Nichi Vendola
Nicola "Nichi" Vendola (phát âm tiếng Ý: [ˈniːki ˈvɛndola]; sinh ngày 26 tháng 8 năm 1958) là một chính khách cánh tả người Ý và nhà hoạt động LGBT, từng là Nghị sĩ Hạ viện từ Apulia từ năm 1992 đến năm 2005 và là Chủ tịch của Apulia từ năm 2005 đến năm 2015. Ông là một trong những chính khách LGBT Ý công khai đầu tiên và những người đứng đầu LGBT công khai đầu tiên của chính quyền khu vực ở Ý.

## Đầu đời
Sinh ra ở Terlizzi, thuộc tỉnh Bari, ngày 26 tháng 8 năm 1958, Vendola là thành viên của Liên đoàn Thanh niên Cộng sản Ý từ năm mười bốn tuổi. Ông tiếp tục theo học văn chương tại trường đại học của mình, trình bày luận văn về nhà thơ và đạo diễn điện ảnh Pier Paolo Pasolini.
Vendola trở thành nhà báo cho l'Unità. Ông công khai là người đồng tính vào năm 1978, và trở thành nhà hoạt động đồng thời là thành viên hàng đầu của tổ chức đồng tính nam Ý Arcigay. Là thành viên của Ban Thư ký Quốc gia Đảng Cộng sản Ý, ông quyết liệt phản đối việc giải tán đảng do Achille Occhetto đề xuất năm 1991. Điều này dẫn đến sự hình thành của Đảng Dân chủ Cánh tả. Vendola thay vào đó tham gia Đảng Bồi dưỡng Cộng sản.

## Đời tư
Vendola đã sống với người bạn đời Edward "Ed" Testa từ năm 2004. Năm 2016, cặp đôi đã sử dụng dịch vụ mang thai hộ ở California để sinh con, Tobia Antonio.
Vendola cũng là một nhà thơ: một số bài thơ của ông đã được tập hợp trong một cuốn sách, tên là L'ultimo mare ("Biển cuối cùng"). Hình tượng của ông đã truyền cảm hứng cho một bộ phim tiểu sử, Nichi. Vendola là một tín đồ Công giáo Roma sùng đạo, mặc dù ông phản đối nhiều quan điểm xã hội của nhà thờ.
Vào ngày 17 tháng 10 năm 2018, Vendola bị đau tim, nhưng ông không nguy hiểm sau khi được đặt một chiếc stent tại Bệnh viện Gemelli ở Rome.